# Київ Вечірній
«Київ Вечірній» — вечірнє розважальне шоу на телеканалі 1+1 (раніше на телеканалі Інтер). Повторні покази з повним українським дубляжем транслювалися на телеканалі «Квартал TV».

## Опис
У проєкті зібрано програми, рубрики і гумористичні елементи, поєднані в форматі розважальної програми. В шоу немає єдиного сценарію, шаблону або чіткої структури. Багато уваги приділяється імпровізації. Хронометраж кожного випуску становить півтори години.

## Сюжет шоу
Ведучі проєкту Володимир Зеленський і Валерій Жидков запрошують в гості відомих людей: артистів, спортсменів, виконавців, бізнесменів, політиків, архітекторів, шахістів тощо.
У рубриці «Вас замовили» герої програми «втягуються» в найнесподіваніші ситуації. Досить відомі люди стають «жертвами» форс-мажорних і одночасно смішних ситуацій. Як втім, і звичайні люди, не знаючи того, розігруються гумористами і ведучими. 
У рубриці «Робота на день» будь-яка людина може стати учасником розіграшу в самих повсякденних ситуаціях: у магазині, в поліклініці, на дорозі.
Одним з елементів «Києва Вечірнього» стали відеороботи «Пороблено в Україні» — пародії на відомі рекламні ролики, відеокліпи, телепрограми.
Дійство супроводжується живим виконанням жіночого колективу Freedom-jazz, який прямо в студії разом з гостями виконує їхні пісні у своїй оригінальній обробці.